# Vanguard (Saskatchewan)
Vanguard es un pueblo canadiense situado en la provincia de Saskatchewan.

## Superficie
Vanguard tiene una superficie de 1,86 km².

## Demografía
En 2021, tenía 184 habitantes, una densidad poblacional de 98,8 hab./km², y 84 viviendas.